# Jon Jönsson
Jon Jönsson (* 8. Juli 1983 in Kristianstad) ist ein schwedischer ehemaliger Fußballspieler.

## Laufbahn
Jönsson spielte in der Jugend bei IFK Hässleholm, ehe er von Talentscouts entdeckt wurde und 1999 in die Jugendabteilung von Tottenham Hotspur wechselte. Zusätzlich zu der Ablösesumme von ca. 70.000 £ wechselte Peter Crouch auf Leihbasis für ein Jahr nach Schweden.
In England konnte er sich nicht durchsetzen und kehrte 2001 nach Schweden zurück, wo er bei Malmö FF anheuerte. Mit dem Klub wurde er 2004 schwedischer Meister. In der folgenden Spielzeit wurde er jedoch an Landskrona BoIS verliehen. Nach seiner Rückkehr kam er noch sechs Mal bei MFF zum Einsatz, wechselte dann aber während der Saison zum Ligarivalen IF Elfsborg, bei dem er seinen zweiten Meistertitel feiern konnte. Am Ende der Saison wurde er von den Trainern der Allsvenskan zum Abwehrspieler des Jahres gewählt. Nachdem er die erste Halbserie der folgenden Saison noch in Schweden gespielt hatte, wurde er im Sommer 2007 vom französischen Erstligisten FC Toulouse verpflichtet. Hier konnte er sich allerdings nicht durchsetzen und wechselte zur Spielzeit 2008/09 nach Dänemark zu Brøndby IF.
Ab Juli 2010 stand Jönsson wieder bei IF Elfsborg unter Vertrag, hier beendete er 2019 seine Karriere.
Jönsson spielte für diverse Jugendauswahlen Schwedens, darunter 27 Spiele für die U21-Nationalmannschaft. Bei der Südamerika-Tour Anfang 2007 gehörte er zum Aufgebot der schwedischen A-Nationalmannschaft, kam aber nicht zum Einsatz.